# Leonardo Conti (Eishockeyspieler)
Leonardo Conti (* 15. September 1978 in Garmisch-Partenkirchen) ist ein ehemaliger deutscher Eishockeytorwart, der in der Regel als Backup unter anderem für die Augsburger Panther, Kassel Huskies, Frankfurt Lions, den ERC Ingolstadt und die Iserlohn Roosters in der Deutschen Eishockey Liga spielte. Nach dem Ende seiner Spielerkarriere arbeitete er bis 2022 als Marketing-Leiter weiter für die Augsburger Panther.

## Karriere
Leonardo Conti begann seine Karriere als Eishockeyspieler im Nachwuchsbereich des Augsburger EV. Im Alter von 17 Jahren debütierte er während der Saison 1995/96 für die Profimannschaft des Vereins, die Panther, in der Deutschen Eishockey Liga. Mit den AEV-Junioren gelang ihm der Gewinn der Deutschen Juniorenmeisterschaft 1997/98. Im gleichen Jahr nahm er an der Juniorenweltmeisterschaft in Helsinki teil. 1999 verließ er die Augsburger Panther, als ihn Hans Zach, damals noch Bundestrainer, zu den Kassel Huskies holte. Nach einem Jahr bei den Nordhessen wurde er vom Rivalen Frankfurt Lions abgeworben, wo er nach der ersten Saison ins Nationalteam berufen wurde und bei der Heim-Weltmeisterschaft 2001 zum Kader gehörte. Insgesamt absolvierte er 15 Länderspiele.
2002 suchte er nach mehr Spielpraxis und verließ die DEL. Er blieb in Hessen und wechselte zum Zweitligisten EC Bad Nauheim. Für die Saison 2003/04 ging er zurück in die DEL, da ihn der ERC Ingolstadt unter Vertrag nahm, wo er der Back-Up von Jimmy Waite wurde. In der Folgesaison 2004/05 unterschrieb er bei den Iserlohn Roosters, wo er zusammen mit Dimitrij Kotschnew drei Jahre lang bis zur Saison 2006/07 das Torhüter-Duo der Sauerländer bildete. Unter dem neuen Trainer Geoff Ward kam er außer bei Pokal-Spielen nur noch zu Kurzeinsätzen. Also einigten sie sich auf eine Trennung und die Roosters verpflichteten am Neujahrstag 2007 den tschechischen Torwart Petr Franěk als Ersatz.

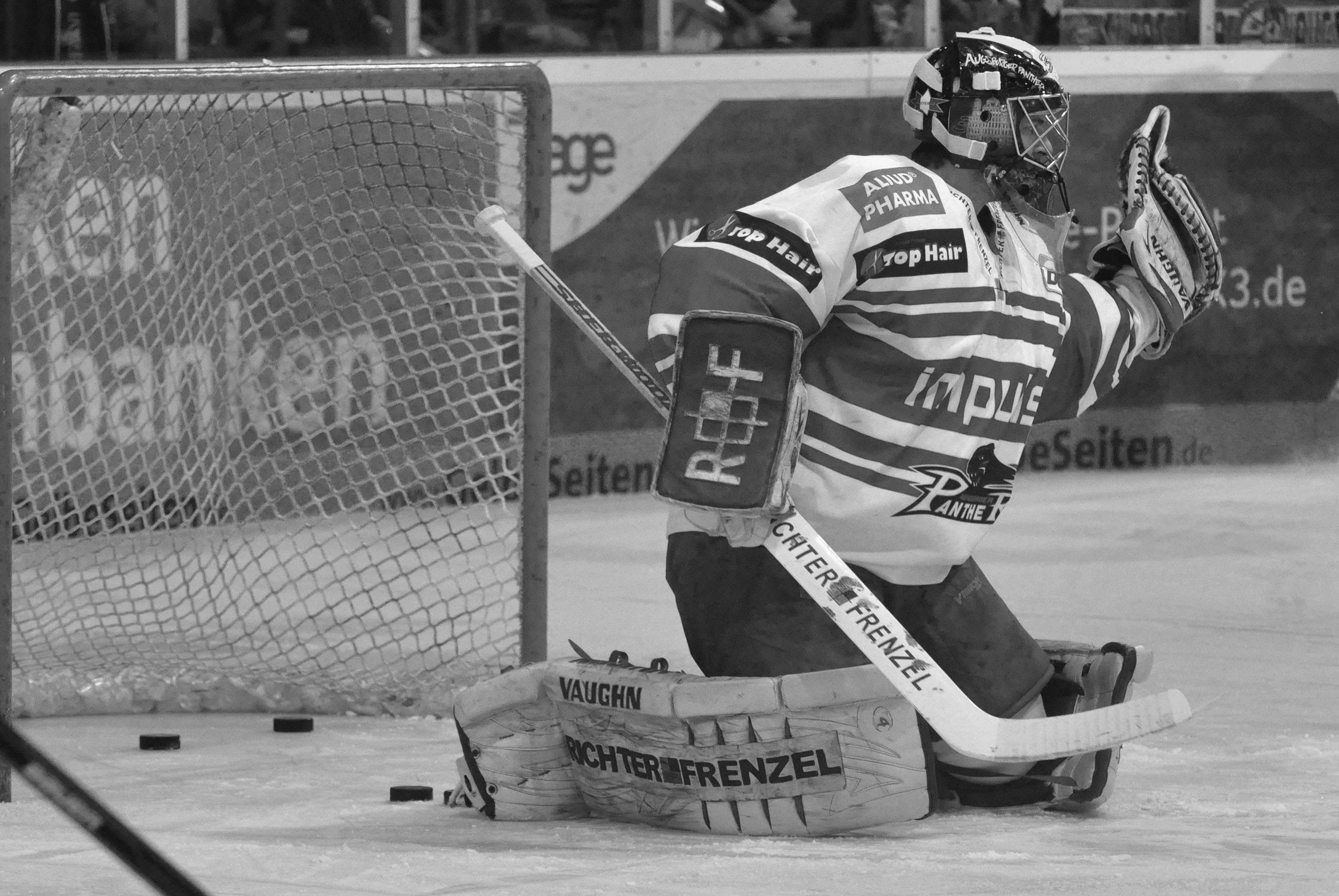
Conti im Trikot der Augsburger Panther (2012)

Conti wechselte eine Woche später zum Oberligisten EV Ravensburg, wo er besonders in den Play-offs zum Aufstieg des EVR beitrug. Angekommen in Liga zwei benannte sich der EVR in „Ravensburg Tower Stars“ um. Gestartet als Nummer eins rückte er ab Januar 2008 neben Dennis Endras in die zweite Reihe, den die Ravensburger kurzfristig für die verbleibende Spielzeit verpflichteten, als dessen ursprünglicher Arbeitgeber, der EV Landsberg, in finanzielle Schwierigkeiten geriet. In der Saison 2008/09 stand er mit der Rückennummer 35 beim Oberligisten ESV Kaufbeuren auf dem Eis. Auch in seiner zweiten Oberliga-Saison gelang Conti, erneut mit besonders starker Leistung in den Playoffs, der Aufstieg – dieses Mal mit dem ESVK.
Am 17. Juli 2009 wurde bekanntgegeben, dass es für Conti nicht nur zurück in Liga eins ging, sondern auch zurück in seine Eishockey-Heimat zu den Augsburger Panthern. Wie schon in seiner zweiten Saison in Ravensburg bildete er gemeinsam mit Dennis Endras das Torhüter-Duo. Als Außenseiter gelang es den Augsburgern 2010 bis ins DEL-Finale einzuziehen, wo sie den von Hans Zach trainierten Hannover Scorpions unterlagen.
Conti spielte drei weitere Saisons bei den Augsburgern, ehe er am 8. März 2013 sein Karriereende zum Ende der DEL-Saison 2012/13 bekannt gab. Er übernahm ab August 2013 die Marketingleitung der Panther. Conti war maßgeblich an der Weiterentwicklung der Augsburger beteiligt. Außerdem war er von 2016 bis 2018 der Organisationschef des Deutschland Cups, den der Deutsche Eishockey-Bund in dieser Zeit in Zusammenarbeit mit dem AEV im modernisierten Curt-Frenzel-Stadion austrug. 2019 wurde Conti von den Gesellschaftern der Augsburger Panther zum Prokuristen berufen und ihm wurden weitere Verantwortungen übertragen.
Im November 2021 sorgten Äußerungen Contis auf Twitter für Aufsehen, in denen er die Impfappelle im Zuge der COVID-19-Pandemie kritisierte. Nach der Saison 2021/22 bat Conti bei den Panthern um seine Freistellung, da er sich beruflich neu orientieren wollte. Er verließ die Augsburger und ist seitdem als selbstständiger Berater für Sportclubs und Unternehmen tätig.

## Erfolge und Auszeichnungen
- 1998 Deutscher Juniorenmeister mit dem Augsburger EV
- 2007 Aufstieg in die 2. Bundesliga mit dem EV Ravensburg
- 2009 Aufstieg in die 2. Bundesliga mit dem ESV Kaufbeuren